# Hydropsyche jordanensis
Hydropsyche jordanensis är en nattsländeart som beskrevs av Bo Tjeder 1946. Hydropsyche jordanensis ingår i släktet Hydropsyche och familjen ryssjenattsländor. Inga underarter finns listade i Catalogue of Life.